# The Last Stand
The Last Stand är en amerikansk actionfilm med bland andra Arnold Schwarzenegger och Peter Stormare i rollerna. Filmen spelades in under hösten 2011 och hade premiär i januari 2013. Schwarzenegger har med The Last Stand sin första huvudroll sedan 2003 års film Terminator 3: Rise of the Machines.

## Handling
Schwarzenegger spelar en äldre polis i en lugn liten amerikansk småstad nära den Mexikanska gränsen. En dag rymmer en farlig knarkkung, Gabriel Cortez (Eduardo Noriega), från en fångtransport i Las Vegas och beger sig mot gränsen i en ultrasnabb sportbil. Gabriel lyckas undkomma alla polisens försök till att få stopp på bilen och Schwarzenegger får i uppdrag av FBI att stoppa bilen med alla tillgängliga medel innan de har nått gränsen. Schwarzenegger tar till sin hjälp invånarna i den lilla staden, bland andra den vapentokiga Lewis Dinkum (Johnny Knoxville) som äger stadens vapenmuseum.

## Rollista
- Arnold Schwarzenegger - Sheriff Ray Owens[5]
- Forest Whitaker - Agent John Bannister
- Johnny Knoxville - Lewis Dinkum
- Jaimie Alexander  - Deputy Sarah Torrance
- Luis Guzmán - Deputy Mike Figuerola
- Eduardo Noriega - Gabriel Cortez
- Rodrigo Santoro - Frank Martinez
- Peter Stormare - Thomas Burrell
- Zach Gilford - Deputy Jerry Bailey
- Génesis Rodríguez - Agent Ellen Richards
- Daniel Henney - Agent Phil Hayes
- Tait Fletcher - Eagan
- John Patrick Amedori - Agent Aaron Mitchell
- Harry Dean Stanton - Parsons
- Titos Menchaca - Borgmästaren
- Richard Dillard - Irv
- Doug Jackson - Harry
- Matthew Greer - Sam

## Om filmen
- Filmens regissör, Kim Ji-woon, pratar ingen engelska så en tolk krävdes mellan honom och skådespelarna.